# Life is a Miracle
Life is a Miracle (Servisch: Живот је чудо / Život je Čudo, ofwel Het leven is een Wonder) is een film uit 2004 van Emir Kusturica. Het is een film in de typische stijl van Kusturica, vol absurde personages en begeleid door wervelende muziek. Waar de chaos in zijn eerdere films nog een zekere vorm had, lijkt de chaos in Life is a Miracle het eerste uur geen doel of richting te hebben, en vallen de losse scènes en personages pas later op hun plaats.

## Verhaal
De film vertelt het verhaal van Luka, een optimist die in 1992 vanuit Belgrado naar een niet nader genoemde plaats in Bosnië verhuist om daar een spoorlijn te bouwen die Bosnië moet verbinden met Servië. De burgemeester van het dorp maakt de opening van de lijn niet mee, doordat hij net daarvoor wordt gedood in een gevecht met een beer. Een ezel heeft redenen om de komst van de lijn hoopvol tegemoet te zien: het dier hoopt zijn zelfmoordplannen te kunnen verwezenlijken.
Luka is getrouwd met Jadranka, en hij heeft een zoon (Milos) die een toekomst als voetballer voor zich ziet. Alle dromen vallen echter in duigen als de oorlog uitbreekt, Milos naar het leger moet en krijgsgevangene wordt, en Jadranka de benen neemt met een Hongaarse muzikant. De spoorweg die bedoeld was voor burgers en toeristen, wordt voor vervoer van militair materieel gebruikt. Luka bevindt zich daardoor ineens midden in de militaire bedrijvigheid. Een bevriende militair laat een gevangengenomen moslim-meisje achter bij Luka, zodat hij haar kan ruilen tegen Milos. Maar de ruil gaat niet door, doordat er tussen Luka en het meisje (Sabaha) een onmogelijke liefde opbloeit.

## Rolverdeling
| Acteur         | Personage   | Opmerkingen            |
| -------------- | ----------- | ---------------------- |
| Slavko Stimać  | Luka Djuric | hoofdrol               |
| Natasa Solak   | Sabaha      | gevangen moslim-meisje |
| Vesna Trivalić | Jadranka    | Luka's vrouw           |
| Vuk Kostić     | Milos       | Luka's zoon            |

## Achtergrond
De film speelt zich af aan het begin van de oorlog in Bosnië. Toch is de film geen pamflet tegen de oorlog. Eerder is het een verhaal waarin de ernst van het leven voor de duur van de film wordt opgeschort. Daarvoor in de plaats laat Kusturica een utopie zien, waarin de personages zich door geen enkele tegenslag uit het veld laten slaan. De oorlog speelt slechts op de achtergrond een rol en krijgt slechts sporadisch aandacht.

## Prijzen en nominaties
| Jaar | Prijs       | Categorie           | Uitslag     |
| ---- | ----------- | ------------------- | ----------- |
| 2004 | Gouden Palm | Beste regie         | genomineerd |
| 2005 | César       | Beste Europese film | gewonnen    |